# Ронка де Голферани
Ронка де Голферани је насеље у Италији у округу Кремона, региону Ломбардија.
Према процени из 2011. у насељу је живело 62 становника. Насеље се налази на надморској висини од 34 м.